# Zofia Leśniowska
Zofia Wanda Leśniowska, née Zofia Sikorska le 2 mars 1912 à Léopol et officiellement morte le 4 juillet 1943 dans une catastrophe aérienne à Gibraltar, est une militaire polonaise, lieutenant dans les forces armées polonaises pendant la Seconde Guerre mondiale, la fille unique du général Władysław Sikorski, le chef du gouvernement polonais en exil.

## Biographie
Zofia Leśniowska est la fille du général Władysław Sikorski et Helena Zbuczewska, mariés en 1909. Le 30 septembre 1936, elle épouse le lieutenant ingénieur Stanisław Leśniowski (1904-1987). Elle s'engage dans la Croix-Rouge polonaise et pratique assidûment l'équitation.
Lorsque la Seconde Guerre mondiale éclate, le 7 septembre 1939, Sikorski lui demande d'organiser un mouvement de résistance. Son appartement de la rue Górczewski, à Varsovie, est ainsi utilisé comme lieu de réunion. En janvier 1940, elle est appelée comme émissaire en France, et y transporte clandestinement plusieurs documents sensibles. Elle était la secrétaire personnelle (codant notamment ses messages), l'interprète et la conseillère de son père. Elle avait le grade de lieutenant dans les Forces armées polonaises.
À Londres, elle est un temps la surintendante du Service auxiliaire féminin polonais. Officiellement, elle est tuée, avec son père et neuf autres personnes dans l'accident d'avion du 4 juillet 1943, 16 secondes après son décollage de l'aéroport de Gibraltar. Son corps n'a jamais été retrouvé et la thèse d'un assassinat de son père déguisé en accident suppose que, au lieu de mourir dans le crash en mer, elle aurait été retenue à Gibraltar par les agents de Kim Philby, livrée aux Soviétiques (Philby étant un agent-double), détenue et interrogée à Moscou, puis ramenée après la guerre en Pologne communiste où elle aurait été vue par des officiers polonais, y compris l'agent de renseignement de l'Armée de l'Intérieur polonaise Tadeusz Kobyliński. 
Cela reste toutefois difficile à prouver car les archives de l'enquête britannique restent classées secret défense jusqu'en 2050 (alors qu'elles auraient dû être déclassifiées en 2013), et, comme l'a souligné Roman Wapinski (en) dans son Dictionnaire biographique polonais, Zofia est officiellement morte aux côtés de son père dans un simple accident.

## Décoration
- Ordre de la Croix-Rouge polonaise

## Sources
- (en) Cet article est partiellement ou en totalité issu de l’article de Wikipédia en anglais intitulé « Zofia Leśniowska » (voir la liste des auteurs).

1. ↑  Christoph Weinert, Dierk L. Schaaf, Dierk Ludwig Schaaf : reportage Churchill et la Pologne - La mort mystérieuse du général Sikorski, reportage « arte », 1er juillet 2011